# اوبرلاوخ
اوبرلاوخ (به آلمانی: Oberlauch) یک شهر در آلمان است که در بیتبورگ-پروم واقع شده‌است.